# Mick Schumacher
 For hans far som også var racerkører, se Michael Schumacher.
Mick Schumacher (født 22. marts 1999) er en schweizisk-født, tysk racerkører, som er reserve- og testkører for Formel 1-holdet Mercedes.

## Baggrund
Mick Schumacher er søn af Michael Schumacher og Corinna Schumacher. Han er født og opvokset i Schweiz.

## Tidlige karriere
Schumacher begyndte sin motorsport karriere i 2008 og kørte under navnet 'Mick Betsch', hvilke er hans mors pigenavn, for at ikke trække opmærksomhed for sit kendte efternavn.

### Karting
Schumacher begyndte i gokarts, og havde succes med flere top tre placering i både tyske og internationale turneringer.

### Formel 4
Schumacher rykkede i 2015 op i Formel 4, og begyndte her at køre under navnet Mick Schumacher. Han sluttede på andenpladsen i begge mesterskaberne han deltog i 2016.

### Formel 3
Schumacher tog skridtet op i 2017, da han skiftede til Formel 3. Han sluttede på tolvtepladsen i sin debutsæson. Efter en langsom start til 2018 sæsonen, så vendte Schumacher resultaterne i den anden halvdel af sæsonen, inklusiv fem sejrer i streg, og vandt Formel 3 mesterskabet.

### Formel 2
Schumacher rykkede i 2019 op i Formel 2. Hans første sæson i divisionen var en med blandet resultater, og han endte på tolvtepladsen, dog han var markant bedre end sin holdkammerat Sean Gelael. 2020 sæsonen var markant bedre, og efter en tæt mestreskabskamp, vandt Schumacher titlen.

## Formel 1-karriere
Schumacher blev del af Ferraris Akademi i 2019. Hans første smag på Formel 1 kom at han i løbet af 2019 og 2020 deltog i testkørsel for Alfa Romeo og Haas.

### Haas

#### 2021
Schumacher blev annonceret som kører for Haas sammen med Nikita Masepin for 2021 sæsonen, da Haas byttede både Kevin Magnussen og Romain Grosjean ud. 2021 var en svær sæson for Haas, som sluttede sæsonen uden at score point.

#### 2022
Schumacher fortsatte hos Haas i 2022, denne gang sammen med Kevin Magnussen. Samtidig delte han rollen som reservekører for Ferrari med Antonio Giovinazzi i løbet af sæsonen.
Haas var markant bedre end sæsonen før, og Magnussen scorede flere point i starten af sæsonen. Schumacher havde dog en meget skuffende start på sæsonen, som inkluderet store og dyre styrt i Saudi-Arabien og i Monaco. Det lykkedes dog ved Storbritanniens Grand Prix endeligt at score sine første point i Formel 1. I november blev det annonceret, at Schumacher ville forlade Haas efter 2022 sæsonen.

### Mercedes reservekører

#### 2023
I midten af december 2022 meddelte Ferrari, at de ville afslutte samarbejdet med Schumacher efter fire år, idet Schumacher blev medlem af kørerakademiet tilbage i 2019. Samme dag bekræftede Mercedes, at Schumacher vil påtage sig rollen som reservekører i 2023, efter sin afgang fra Haas, og efter at være stoppet på Ferraris Young Driver Academy.